# Paraíso Perdido (álbum)
Paraíso Perdido é o segundo álbum de estúdio da banda carioca de metal industrial Maldita. O álbum é mais pesado e mais variado musicalmente que o anterior, e apresenta temas mais centrados no mundo em geral. É também o primeiro álbum a ser composto pela banda em conjunto, e o último a conter composições de Tarso e Leo, que eventualmente deixaram o grupo. Na turnê de lançamento do disco, a Maldita abriu shows para o Marilyn Manson e causou polêmica com o vocalista Erich portando uma réplica de um fuzil M16 e sendo intimado pela polícia para prestar depoimento na delegacia. 

## Faixas
Todas as letras escritas por Erich Eichner. 
| N.º | Título                               | Compositor(es) | Duração |  |
| 1.  | "Intro"                              |                | 1:02    |  |
| 2.  | "Paraíso Perdido"                    |                | 3:18    |  |
| 3.  | "Santos e Pecadores"                 |                | 3:59    |  |
| 4.  | "Passivo/Agressivo"                  |                | 3:44    |  |
| 5.  | "Coágula"                            |                | 3:43    |  |
| 6.  | "Bastardos da América"               |                | 2:39    |  |
| 7.  | "Anjo"                               |                | 3:49    |  |
| 8.  | "Embaixadores da Carne do Amanhã"    |                | 4:06    |  |
| 9.  | "Oblívio"                            |                | 3:55    |  |
| 10. | "Presença de Espírito"               |                | 3:31    |  |
| 11. | "Moribunde"                          |                | 3:38    |  |
| 12. | "Seu Deus (A Lei do Eterno Retorno)" |                | 3:22    |  |
| 13. | "Tempo Perdido"                      |                | 3:18    |  |
| 14. | "Solvente"                           |                | 5:28    |  |
| 15. | "O Sabbaticus"                       |                | 3:22    |  |